# Ненецкий автономный округ

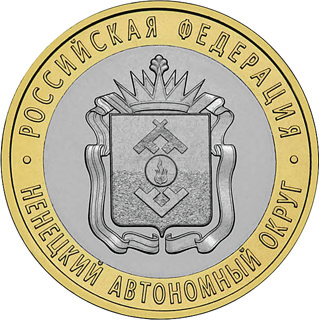
Памятная монета Банка России номиналом 10 рублей (2010)

Не́нецкий автоно́мный о́круг (нен. Ненецие" автономной округ’) — субъект Российской Федерации. Экономически и социально интегрирован с Архангельской областью и фактически находится в её составе, являясь одновременно самостоятельным субъектом Российской Федерации. Это самый малонаселённый из субъектов Российской Федерации.
В соответствии с Уставом Ненецкого автономного округа, округ является равноправным субъектом Российской Федерации и обладает на своей территории всей полнотой государственной власти вне пределов ведения Российской Федерации и её полномочий по предметам совместного ведения.
Округ был образован 15 июля 1929 года как Ненецкий округ; с 1930 по 1977 годы назывался Ненецким национальным округом, современное название имеет с 1977 года. Административный центр — город Нарьян-Мар (24 056 чел.).
Граничит на западе с Архангельской областью (в состав которой входит), на юге — с Республикой Коми, на востоке — с Ямало-Ненецким автономным округом, с севера граница проходит по побережью Белого, Баренцева и Карского морей, включая прилегающие острова, не отнесённые к юрисдикции Архангельской области. В состав округа также входит посёлок Харута, полностью окружённый территорией Республики Коми. Вся территория округа входит в состав сухопутных территорий Арктической зоны Российской Федерации и полностью относится к районам Крайнего Севера, установленным в Российской Федерации в целях нормативного регулирования льгот и компенсаций работникам, живущим в местностях с суровым климатом.
13 мая 2020 года главы Архангельской области и Ненецкого автономного округа объявили о начале процесса объединения регионов, однако в июле 2020 года было официально объявлено о его приостановке.

## Географическое положение
Ненецкий автономный округ расположен на севере Восточно-Европейской равнины, бо́льшая его часть расположена за Полярным кругом. Включает острова Колгуев и Вайгач, полуострова Канин и Югорский. Омывается Белым, Баренцевым, Печорским и Карским морями Северного Ледовитого океана. На юге округ граничит с Республикой Коми, на юго-западе — с Архангельской областью, на северо-востоке — с Ямало-Ненецким автономным округом. В состав округа также входит посёлок Харута, полностью окружённый территорией Республики Коми.

### Геологическое строение и рельеф
Рельеф территории, в основном, равнинный; выделяются древний Тиманский кряж и хребет Пай-Хой (высота до 423 м), заболоченные участки Большеземельской и Малоземельской тундры.
В геологическом отношении территория Ненецкого автономного округа принадлежит двум разновозрастным докембрийским осадочным плитам: Русской и Тимано-Печорской. Условная граница между ними совпадает с зоной западно-тиманских глубинных разломов.
Плиты имеют двухэтажное строение: нижний этаж — интенсивно дислоцированный складчатый фундамент, верхний — полого залегающий, слабо дислоцированный осадочный чехол. Формирование кристаллического фундамента Русской плиты завершилось уже в среднем протерозое, складчатого фундамента Печорской плиты — во второй половине протерозоя (балтийская складчатость). Оба фундамента после своего формирования подверглись неоднократным преобразованиям, были разбиты разломами, одни участки приподнялись, другие, наоборот, погрузились. Результат этого — очень неровная их поверхность.
К западу от реки Кара находится Карский метеоритный кратер диаметром 65 км.

### Полезные ископаемые
Округ обладает большими запасами нефти и газа, так как находится в северной части Тимано-Печорской нефтегазоносной провинции, которая занимает 4-е место по запасам нефти в России. Открыто 83 месторождения углеводородного сырья: 71 нефтяное, 6 нефтегазоконденсатных, 1 газонефтяное, 4 газоконденсатных и 1 газовое. При этом глубина залегания углеводородов сравнительно невелика, а физико-химические свойства высоки, в результате большинство месторождений имеют высокую рентабельность.
Также есть месторождения каменного угля, марганца, никеля, меди, молибдена, золота, алмазов, однако большинство месторождений до конца не разведано. 
На острове Вайгач обнаружены проявления свинцово-цинковых и медных руд.
См. категорию Месторождения Ненецкого автономного округа.

### Гидрография
Территория округа омывается на западе водами Белого, на севере Баренцева и Печорского, на северо-востоке Карского морей, образующими многочисленные заливы — губы: Мезенскую, Чёшскую, Колоколковскую, Печорскую, Хайпудырскую и др.
Характерны густая речная сеть небольших рек, обилие мелких озёр, нередко соединённых короткими протоками. Реки относятся к бассейнам морей Северного Ледовитого океана и имеют в основном равнинный характер, а на кряжах — порожистый. Продолжительность ледостава — 7-8 месяцев. Толщина льда к концу зимы достигает 0,7-1,2 м, а небольшие тундровые реки промерзают до дна.
Среди рек особое место занимает река Печора, в пределах округа находится её низовье (220 км) с обширной дельтой. Глубины позволяют морским судам подниматься до Нарьян-Мара. По водности Печора уступает в европейской части России только Волге. Значительны реки Вижас, Ома, Снопа, Пёша, Волонга, Индига, Чёрная, Море-Ю, Коротаиха, Кара, а также притоки Печоры — Сула, Шапкина, Лая, Колва, Адзьва.

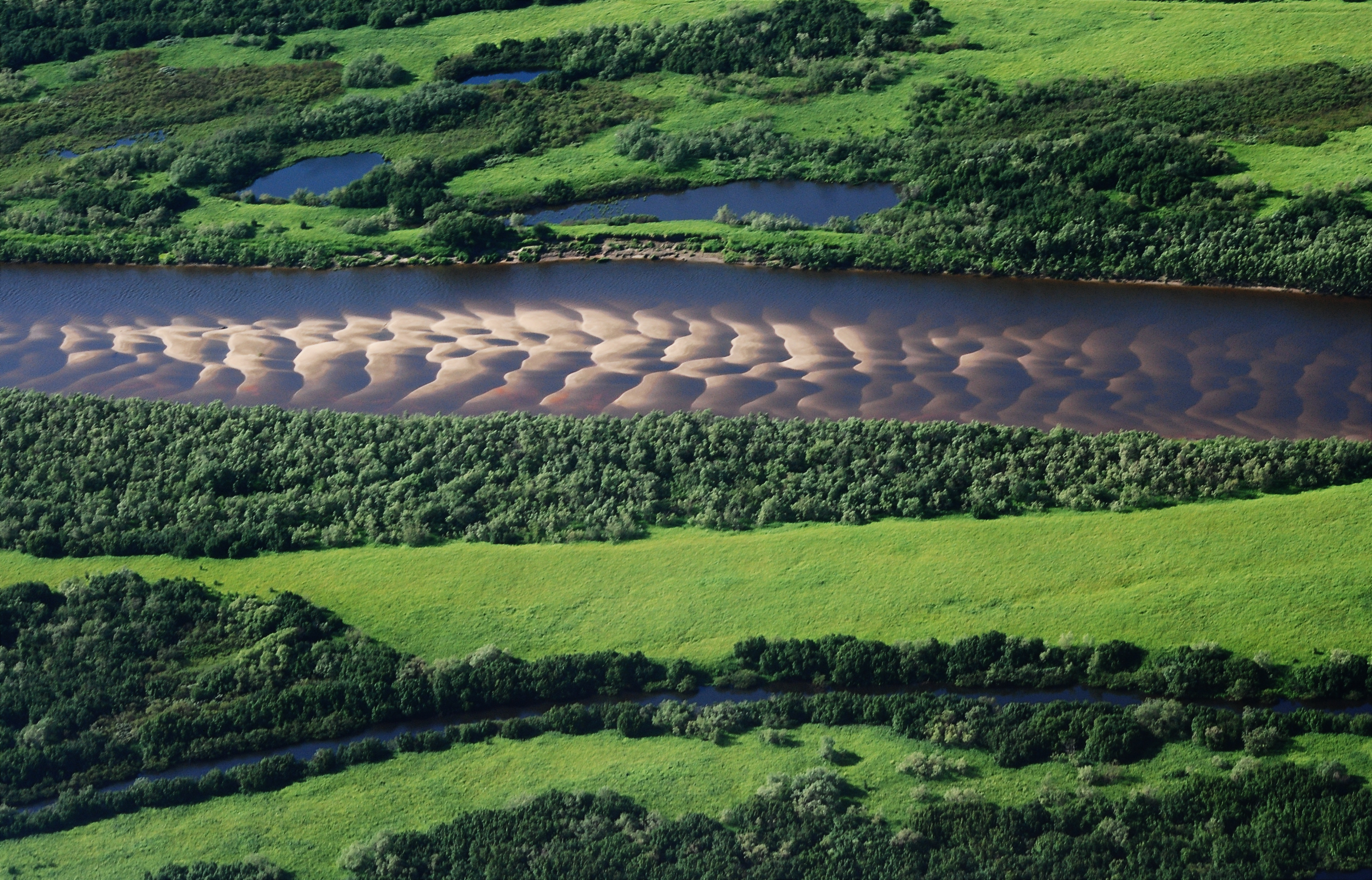
Река Печора

Среди озёр выделяются Голодная Губа, Городецкое, Варш, Ватьярты, Ошкаты, Вижас, Косминское, Несь, системы озёр: Вашуткинские, Урдюжские, Индигские и др. Подземные воды, за исключением района города Нарьян-Мара, изучены недостаточно.

### Земельные ресурсы

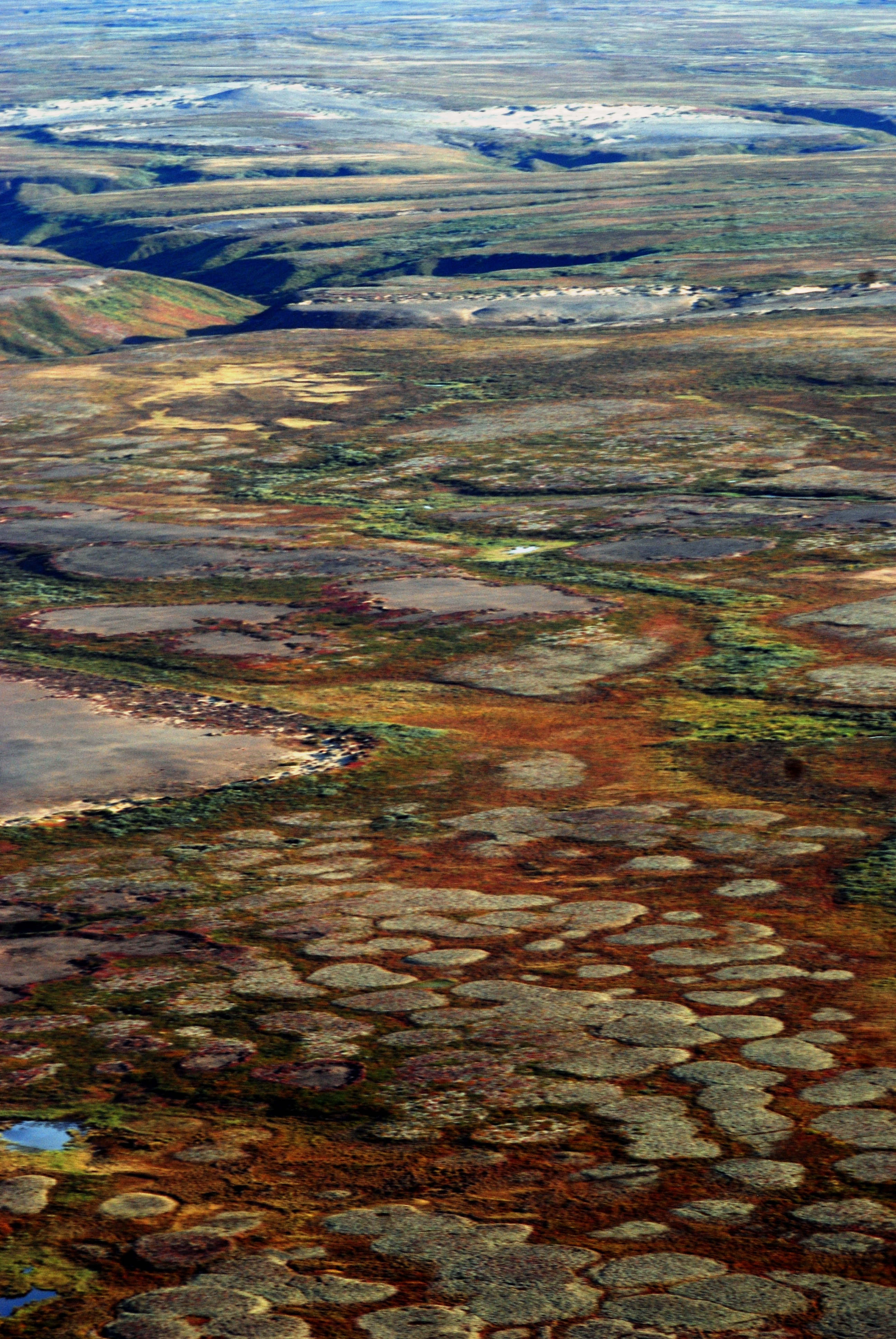
Тундра с вертолёта осенью

Земельный фонд округа на 1 января 1999 г. составил 17 681 048 га. Он распределён по следующим категориям: земли сельскохозяйственного назначения — 16 799,3 тыс. га (95,01%); земли населённых пунктов — 12,4 тыс. га (0,07%); земли предприятий промышленности, транспорта и иного несельскохозяйственного назначения — 39,8 тыс. га (0,23%); земли природоохранного назначения — 2,0 тыс. га (0,01%); земли запаса — 827,5 тыс. га (4,68%). Площадь сельскохозяйственных угодий (сенокосы, пастбища, пашни) составляют 25,9 тыс. га, или менее 0,15% в структуре земельного фонда округа. Лесами занято 847,8 тыс. га (4,8%), болотами — 1089,3 тыс. га (6,2%), под водой — 1000,4 тыс. га (5,66%). На оленьи пастбища приходится 13 202,2 тыс. га (74,67%).

### Почвы

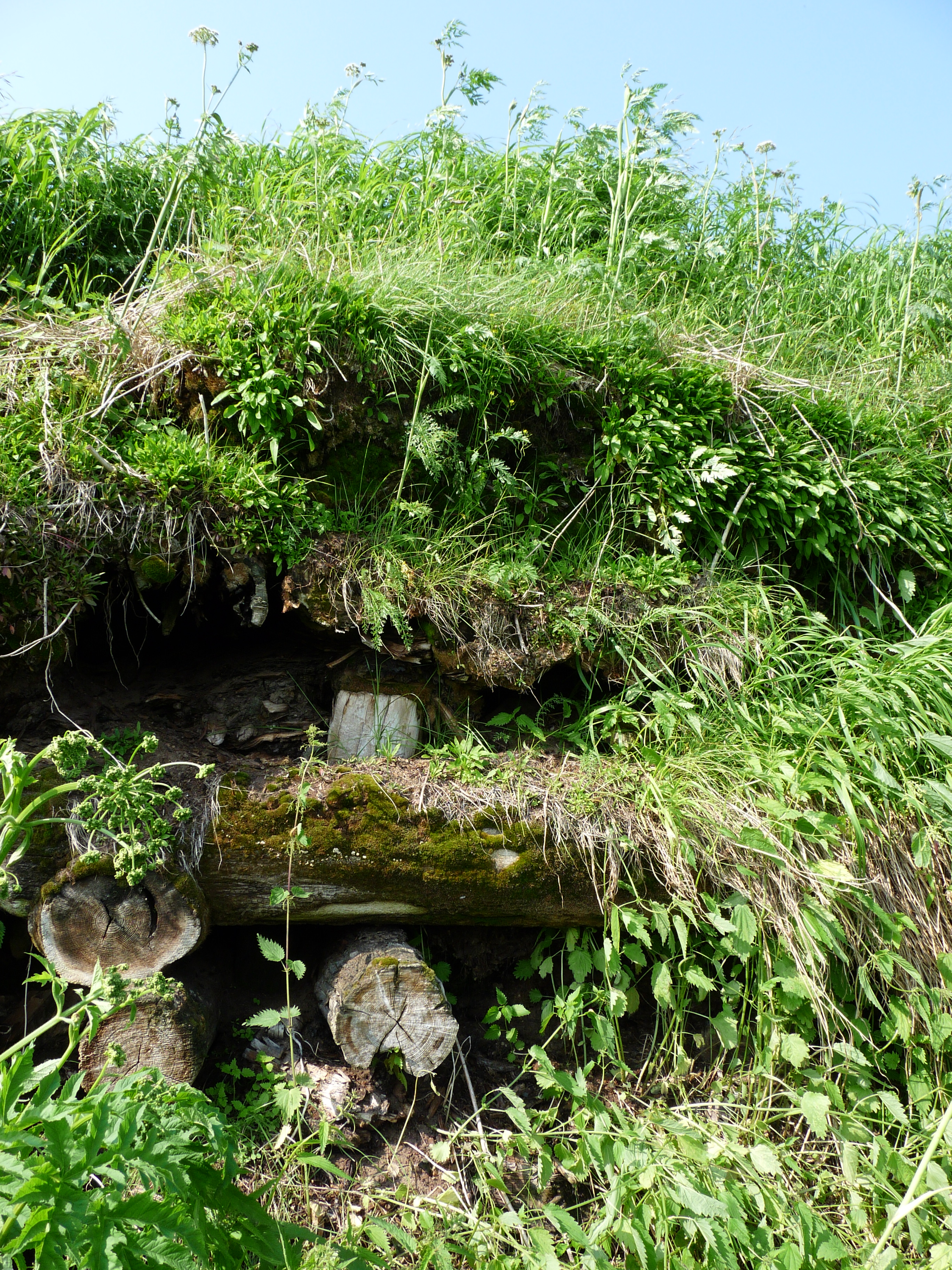
Старый археологический раскоп на месте Пустозерска

В зависимости от биоклиматических условий, рельефа, характера почвообразующих пород, глубины поверхностных вод различают следующие основные типы тундровых почв: аркто-тундровые глееватые, тундровые примитивные, тундровые поверхностно-глеевые, торфяно-болотные, дерновые. На песчаных и супесчаных почвообразующих породах в условиях хорошего дренажа формируются тундровые оподзоленные иллювиально-гумусовые почвы. Аркто-тундровые глееватые почвы встречаются на острове Вайгач и побережье Карского моря, тундровые примитивные — в верхней части склонов Пай-Хоя, тундровые поверхностно-глеевые, как и торфяно-болотные, широко распространены по территории всего округа. На юго-западе округа в подзоне северной тайги формируются глеево-подзолистые почвы и подзолы иллювиально-железисто-гумусовые.
Почвообразовательный процесс обусловлен низкими температурами, коротким летом, широким распространением многолетней мерзлоты, излишней увлажнённостью; почва развивается по глеево-болотному типу. Химическое выветривание протекает слабо, при этом высвобождающиеся основания вымываются из почвы, и она обеднена кальцием, натрием, калием, но обогащена железом и алюминием. Недостаток кислорода и избыточная влага затрудняют разложение растительных остатков, которые медленно накапливаются в виде торфа.

### Растительность
Территория расположена в зонах тундры (76,6%), лесотундры (15,4%), юго-западная часть — в подзоне северной тайги (8%). В зоне тундры выделяются подзоны арктических (4,9%), горных (3,5%), северных (10,3%), южных (57,9%) тундр.
В подзоне арктических тундр (побережье Карского моря и остров Вайгач) растительность не образует сплошного покрова. Промёрзшая почва, обнажаемая на сухих грунтах от снега сильными ветрами, растрескивается, и поверхность тундры разбивается на отдельные многоугольники (полигоны). Растительность состоит в значительной мере из мхов и лишайников, трав: мелких осок, злаков, пушицы, а также стланцевых (стелющихся) форм кустарников.
В подзоне горных тундр основной фон создают осоково-лишайниковые ассоциации и стелющиеся кустарники из ивы и карликовой берёзы.
Северные тундры охватывают север Малоземельской тундры, в Большеземельской тундре приурочены к крупным возвышенностям, южным склонам хребта Пай-Хой. Здесь моховой и лишайниковый покров сомкнуты, появляются заросли из карликовых берёз, низкорослых видов ив. Значительные площади занимают травяно-осоковые болота, в долинах рек и ручьёв встречаются ивняки и тундровые луговины с обильным многовидовым разнотравьем и злаками.
В подзоне южных тундр большие площади покрыты зарослями карликовой берёзы (ёрниками), а также различными видами ив, багульника, можжевельника. Развит моховой и лишайниковый покров, широко представлены кустарнички, разнотравье, болотные растительные комплексы. В зоне лесотундры появляется на водоразделах редколесная, а в долинах рек и на южных склонах холмов островами древесная растительность: низкорослые ели и берёзы, реже лиственницы, чередующиеся с участками тундр и болот.
Для подзоны северной тайги характерно наличие значительных массивов сомкнутой древесной растительности с преобладанием еловых и елово-берёзовых лесов, по песчаным террасам рек и на болотах растёт сосна. В поймах рек участки с труднопроходимыми зарослями из различных видов ивы и ольхи чередуются с осоковыми болотами и лугами. На тундровых луговинах и лайдах произрастают злаки (вейники, мятлики, лисохвост, красная овсяница) с примесью разнотравья.
На территории округа встречаются более 600 видов цветковых растений, несколько сот видов мхов и лишайников. В прибрежных морских водах из макрофитов, которые представлены здесь водорослями (около 80 видов), преобладают бурые водоросли, в реках и проточных озёрах — осока, хвощи и арктофила. В речном фитопланктоне доминируют диатомовые и сине-зелёные, а в озёрах — зелёные и диатомовые водоросли.
Во флоре широко распространены виды северных групп, достаточно широко — таёжные (бореальные) виды. Среди цветковых преобладают злаковые, крестоцветные, осоковые, ивовые. При антропогенных воздействиях на растительный покров тундры происходит замещение кустарников, мхов и лишайников травами, формирующими вторичный растительный покров. Наибольшие площади со вторичной растительностью встречаются в Большеземельской тундре, в районах геологоразведочных и нефтегазодобычных работ.
Флора богата разнообразными пищевыми растениями: ягодами, съедобными травами. Наибольшее значение имеют морошка, голубика, брусника, черника, вороника. В лесотундровой зоне по долинам рек и в таёжной зоне растут смородина красная и чёрная, жимолость, встречаются малина, земляника, шиповник. В тёплые годы вызревают черёмуха и рябина, а на юге Малоземельной тундры и в Канино-Тиманье — клюква. Используются в пищу щавель, дикий лук и другие луговые растения.
Богаты ресурсы кормовых растений пойменных лугов — злаков, бобовых, разнотравья, осок; значительны запасы лишайников на оленьих пастбищах — кладония, цетрария; повсеместно произрастают лекарственные растения.

### Грибы
На территории округа встречается более 100 видов шляпочных грибов. Видовой состав их увеличивается в направлении с севера на юг. В северных тундрах из съедобных растут сыроежки, моховики, подберёзовики, сухие грузди, южнее появляются подосиновики, в лесотундре и тайге — грузди, рыжики, волнушки, белые и другие.

### Животный мир
Представлен обитателями тундры, тайги, арктических пустынь. Многочисленны водные беспозвоночные: инфузории, фитомонады, олигохеты, нематоды, коловратки, низшие ракообразные, моллюски и др. Разнообразен видовой состав насекомых, огромное количество кровососущих: комаров, мошек, оводов. Из круглоротых встречается минога. В реках и озёрах водится более 30 видов рыб. Из проходных — сёмга, омуль и другие; из полупроходных — нельма, сиг, ряпушка, зельдь, саурей; из туводных (местных) — щука, язь, сорога, окунь, ёрш, налим, нагиш, пелядь, чир, хариус и другие. В прибрежных морях — сельдь, навага, камбала, сайка, корюшка, голец и другие (около 50 видов морских рыб).
Из земноводных встречаются лягушка травяная, сибирский углозуб, обыкновенная жаба, из рептилий — ящерица живородящая. Разнообразен видовой состав птиц — около 160 видов, в том числе птицы 110 видов гнездятся в округе. Зимует около 20 видов. По богатству видов и численности наиболее представлены воробьиные и ржанкообразные (кулики) — более чем по 40 видов и водоплавающие — около 30 видов. Промысловое значение имеют гуси, утки, а также белая куропатка — один из фоновых видов тундры и лесотундры.
Встречается 31 вид наземных млекопитающих. Наиболее многочисленны грызуны — лемминги (сибирский и копытный) и полёвки (водяная, экономка, Миддендорфа, узкочерепная), в тайге встречается белка. Из других групп млекопитающих обычны арктическая бурозубка и заяц-беляк; среди хищников — песец, волк, лисица, росомаха, бурый и белый медведь, куница, выдра, горностай, ласка; из парнокопытных — дикий северный олень и лось.
В прибрежных морях встречаются морские млекопитающие: белуха, североатлантическая морская свинья, нарвал, кольчатая нерпа, морской заяц, серый тюлень, атлантический морж. Среди наземных млекопитающих основными объектами промысла служат песец, лисица, бурый медведь, куница, выдра и лось. Из морских млекопитающих продолжается промысел только кольчатой нерпы и морского зайца. Ряд видов акклиматизирован в округе. Из грызунов это ондатра, которая широко распространилась по территории и была объектом промысла; из рыб — стерлядь, но её популяция осталась очень малочисленной. Заходят на нерест единичные экземпляры горбуши, акклиматизированной в бассейне Баренцева моря.

## Экологическая обстановка
В силу уязвимости природных экосистем, последствия хозяйственной деятельности на Крайнем Севере носят, как правило, разрушительный характер. Один из центров экологического неблагополучия в Ненецком автономном округе — река Печора и её бассейн. Загрязнение реки и её притоков началось в середине XX в. В середине 1960-х гг. Ухтинский нефтеперерабатывающий завод сбрасывал в сутки более 20 тыс. м3 сточных вод в притоки Печоры Ижму и Ухту. Сильно загрязнёнными нефтепродуктами оказались и другие притоки Печоры: Ярега, Вой-Вож, Нибель. В результате аварии на нефтепроводе Возей — Усинск в 1994 году разлив сырой нефти составил более 14 тыс. тонн. Значительная часть этой массы попала в реку Колву, а из неё в Усу и Печору. Загрязняющие вещества, попадающие в водоём, в условиях речной системы сносятся вниз по течению и накапливаются в застойных зонах и устьевой части Печоры. Поэтому самые высокие концентрации нефтепродуктов и тяжёлых металлов аккумулируются в Коровинской губе и Голодной Губе.
20 апреля 2012 года на месторождении имени Требса произошла авария, нанёсшая существенный ущерб природной среде: свыше суток продолжалось фонтанирование нефти из расконсервированной разведочной скважины, что привело к масштабному загрязнению территории.
На территории округа, к западу от Печоры, расположено 5 полигонов (до 1996 года было 9) для сбрасывания отделяющихся ступеней космических ракет, запускаемых с космодрома Плесецк. Ежегодно, наряду с металлоломом, на каждый полигон сбрасывается несколько тонн ракетного топлива — несимметричного диметилгидразина (гептила), высокотоксичного химического соединения. Накапливаясь в растениях, грибах, а через воду — в рыбе, он представляет опасность для тундры и для человека.
Негативное влияние на окружающую среду оказали ядерные испытания на Новой Земле, начатые в 1955 году и проводившиеся вплоть до 1990-х годов. В атмосфере за это время произведено 90 ядерных взрывов. Шлейфы радиации достигали оленьих пастбищ, рыбных водоёмов и населённых пунктов. Наиболее высокие уровни радиоактивного загрязнения наблюдались на острове Вайгач, в районе посёлков Амдерма, Каратайка, и Усть-Кара. В 1961—1962 годах суточные радиоактивные выпадения в Амдерме превышали нормальный радиационный фон в 11 тыс. раз. Полигон на Новой Земле, включая прилегающие акватории, использовался и как гигантский ядерный могильник. У берегов Новой Земли затоплено более 11 тысяч контейнеров с радиоактивными отходами.
В 1980 году в на скважине Кумжа-9 произошёл выброс газа во время бурения, после чего начался пожар. В мае 1981 года на месторождении на глубине порядка 1,5 тыс. м был взорван ядерный заряд с целью сдвига геологических пластов, но аварию ликвидировать не удалось, месторождение было законсервировано.
Негативное влияние на тундру оказали геологоразведочные работы, в результате которых, начиная с 1960-х годов, нарушено более 200 тыс. га оленьих пастбищ. Ещё большие площади — пастбищ значительно истощены и нарушены неумеренным выпасом оленей в 1980-х — первой половине 1990-х годов.
В 1990-х годах в округе в два раза сократилось поголовье крупного рогатого скота. В связи с этим перестали обкашиваться до 4—5 тыс. га лугов, что привело к их заболачиванию и закустариванию (что, впрочем, скорее можно считать показателем восстановления экосистемы, а не её деградации).
Из-за загрязнения Печоры и её притоков, а также браконьерского вылова рыб ценных пород запасы сига, ряпушки, омуля, сёмги в 1990-х годах сократились в несколько раз. К началу 2001 года относительная численность нерестовых стад сиговых рыб в Печоре составляла не более 50—60 тыс. особей (в 1989 г. около 150 тыс.). По этим же причинам некоторые виды птиц (сапсан, кречет, орлан-белохвост) занесены в Красную книгу.

## Климат
Ненецкий автономный округ относится к районам Крайнего Севера.
Климат повсеместно субарктический, на побережье переходящий в умеренно морской: средняя температура января — от −13 °C на побережье до −22 °C на юго-востоке, средняя температура июля — от +8 °C на побережье до +15 °C на юге; количество осадков — около 350 мм в год; многолетняя мерзлота. Абсолютные минимумы достигают −43… −52 °C.Абсолютные максимумы +28… +32 °C.
Ненецкий округ подвержен систематическому вторжению атлантических и арктических воздушных масс. Частая смена воздушных масс — причина постоянной изменчивости погоды. Зимой и осенью преобладают ветра с южной составляющей, а летом — северные и северо-восточные, обусловленные вторжением холодного арктического воздуха на нагретый материк, где атмосферное давление в это время понижено.
Температура воздуха в летний период определяется величиной солнечной радиации и потому закономерно повышается с севера на юг. Средняя температура июля в Нарьян-Маре составляет +12° С. В холодную половину года основным фактором температурного режима является перенос тепла с Атлантики, поэтому отчётливо выражено понижение температуры с запада на восток. Средняя температура января в Нарьян-Маре — −18° С, зима длится, в среднем, 220—240 дней. Вся территория округа расположена в зоне избыточного увлажнения. Годовое количество осадков колеблется от 400 мм (на побережьях морей и на арктических островах) до 700 мм. Минимум осадков наблюдается в феврале, максимум — в августе — сентябре. Не менее 30 % осадков выпадает в виде снега, присутствует многолетняя мерзлота.

## Население
| 1926    | 1929    | 1931    | 1939    | 1959    | 1970    | 1979    | 1987    | 1989    | 1990    | 1991    | 1992    |
| ------- | ------- | ------- | ------- | ------- | ------- | ------- | ------- | ------- | ------- | ------- | ------- |
| 12 200  | ↗13 670 | ↗14 983 | ↗46 200 | ↘36 881 | ↗39 119 | ↗47 001 | ↗54 000 | ↗54 840 | ↘51 993 | ↘51 667 | ↘50 245 |
| 1993    | 1994    | 1995    | 1996    | 1997    | 1998    | 1999    | 2000    | 2001    | 2002    | 2003    | 2004    |
| ↘48 235 | ↘46 504 | ↘44 526 | ↘43 367 | ↘42 549 | ↘41 774 | ↘41 513 | ↘41 174 | ↘40 931 | ↗41 546 | ↗41 699 | ↗41 832 |
| 2005    | 2006    | 2007    | 2008    | 2009    | 2010    | 2011    | 2012    | 2013    | 2014    | 2015    | 2016    |
| ↗41 954 | ↗41 989 | ↘41 960 | ↗42 019 | ↗42 023 | ↗42 090 | ↗42 642 | ↘42 437 | ↗42 789 | ↗43 025 | ↗43 373 | ↗43 838 |
| 2017    | 2018    | 2019    | 2020    | 2021    | 2022    | 2023    | 2024    | 2025    |         |         |         |
| ↗43 937 | ↗43 997 | ↘43 829 | ↗44 111 | ↘41 434 | ↘41 426 | ↘41 383 | ↗42 224 | ↘41 906 |         |         |         |

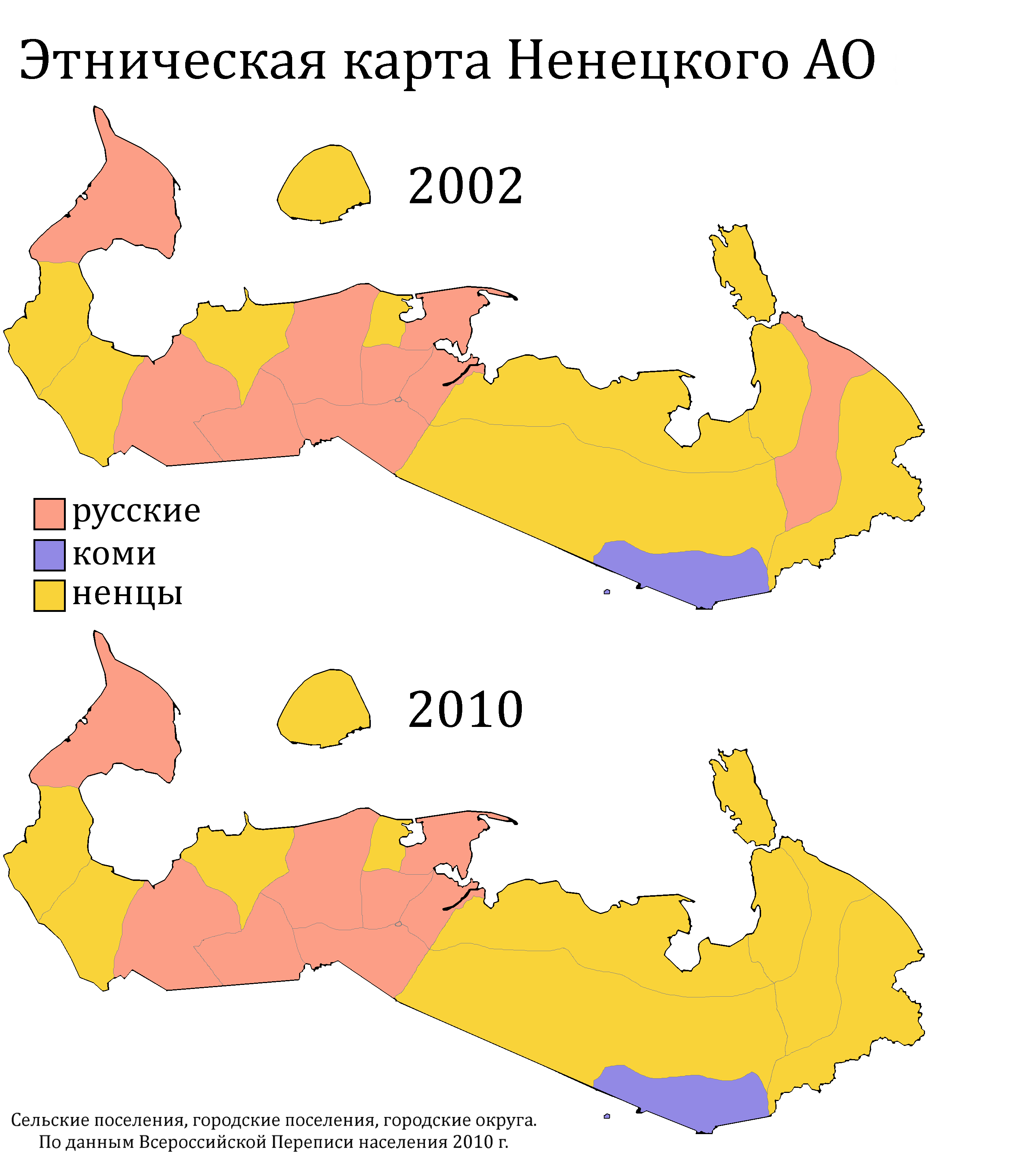
Этническая карта Ненецкого автономного округа по городским и сельским поселениям, переписи 2002 и 2010 годов

Численность населения округа, по данным Росстата составляет, 41 906 чел. (2025). Плотность населения — 0,24 чел./км² (2025).

### Национальный состав
На 2020 год: русские — 26 021 чел. (62,80%), ненцы — 6713 чел. (16,20%), коми — 2431 чел. (5,87%), украинцы — 495 чел. (1,32%). Городское население — 
73,35% (2022).
Большинство населения — русские, которые живут в соседстве с ненцами и коми. В столице региона — Нарьян-Маре, — по переписи 2010 года, коми было больше, чем самих ненцев (в 2020 году соотношение поменялось в пользу последних), хотя этническое большинство они представляют в поселениях ближе к Республике Коми. Восточная часть автономного округа заселена преимущественно коренными народами — коми и ненцами.
|                           | 1959 чел. | %        | 1989 чел. | %        | 2002 чел. | % от всего | % от указав- ших нацио- наль- ность | 2010 чел. | % от всего | % от указав- ших нацио- наль- ность | 2020 чел. | % от всего | % от указав- ших нацио- наль- ность |
| ------------------------- | --------- | -------- | --------- | -------- | --------- | ---------- | ----------------------------------- | --------- | ---------- | ----------------------------------- | --------- | ---------- | ----------------------------------- |
| всего                     | 45534     | 100,00 % | 53912     | 100,00 % | 41546     | 100,00 %   |                                     | 42090     | 100,00 %   |                                     | 41434     | 100,00 %   |                                     |
| Русские                   | 31312     | 68,77 %  | 35489     | 65,83 %  | 25942     | 62,44 %    | 63,45 %                             | 26648     | 63,31 %    | 66,13 %                             | 26021     | 62,80 %    | 69,57 %                             |
| Ненцы                     | 4957      | 10,89 %  | 6423      | 11,91 %  | 7754      | 18,66 %    | 18,96 %                             | 7504      | 17,83 %    | 18,62 %                             | 6713      | 16,20 %    | 17,95 %                             |
| Коми                      | 5012      | 11,01 %  | 5124      | 9,50 %   | 4510      | 10,86 %    | 11,03 %                             | 3623      | 8,61 %     | 8,99 %                              | 2431      | 5,87 %     | 6,5 %                               |
| Украинцы                  | 2068      | 4,54 %   | 3728      | 6,91 %   | 1312      | 3,16 %     | 3,21 %                              | 987       | 2,34 %     | 2,45 %                              | 495       | 1,19 %     | 1,32 %                              |
| Белорусы                  | 506       | 1,11 %   | 1051      | 1,95 %   | 426       | 1,03 %     | 1,04 %                              | 283       | 0,67 %     | 0,70 %                              | 150       | 0,36 %     | 0,40 %                              |
| Таджики                   |           |          | 16        | 0,03 %   | 17        | 0,04 %     | 0,04 %                              | 50        | 0,12 %     | 0,12 %                              | 144       | 0,35 %     | 0,38 %                              |
| Татары                    | 364       | 0,80 %   | 524       | 0,97 %   | 211       | 0,51 %     | 0,52 %                              | 209       | 0,50 %     | 0,52 %                              | 140       | 0,34 %     | 0,37 %                              |
| Лезгины                   |           |          | 19        | 0,04 %   | 48        | 0,12 %     | 0,12 %                              | 116       | 0,28 %     | 0,29 %                              | 105       | 0,25 %     | 0,28 %                              |
| Азербайджанцы             |           |          | 93        | 0,17 %   | 69        | 0,17 %     | 0,17 %                              | 157       | 0,37 %     | 0,39 %                              | 101       | 0,24 %     | 0,27 %                              |
| Марийцы                   |           |          | 26        | 0,05 %   | 33        | 0,08 %     | 0,08 %                              | 84        | 0,20 %     | 0,21 %                              | 97        | 0,23 %     | 0,26 %                              |
| Чуваши                    |           |          | 171       | 0,32 %   | 88        | 0,21 %     | 0,22 %                              | 75        | 0,18 %     | 0,19 %                              | 83        | 0,20 %     | 0,22 %                              |
| Узбеки                    |           |          | 63        | 0,12 %   | 10        | 0,02 %     | 0,02 %                              | 118       | 0,28 %     | 0,29 %                              | 53        | 0,13 %     | 0,14 %                              |
| Удмурты                   | 308       | 0,68 %   | 184       | 0,34 %   | 95        | 0,23 %     | 0,23 %                              | 73        | 0,17 %     | 0,18 %                              | 51        | 0,12 %     | 0,14 %                              |
| Башкиры                   |           |          |           |          |           |            |                                     |           |            |                                     | 44        | 0,11 %     | 0,12 %                              |
| другие                    | 1004      | 2,20 %   | 1000      | 1,85 %   | 373       | 0,90 %     | 0,91 %                              | 372       | 0,88 %     | 0,92 %                              | 775       | 1,87 %     | 2,07 %                              |
| указали национальность    | 45531     | 100,00 % | 53911     | 100,00%  | 40888     | 98,42 %    | 100,00 %                            | 40299     | 95,74 %    | 100,00 %                            | 37403     | 90,27 %    | 100,00 %                            |
| не указали национальность | 3         | 0,00 %   | 1         | 0,00 %   | 658       | 1,58%      |                                     | 1791      | 4,26 %     |                                     | 4031      | 9,73 %     |                                     |

### Языки
Владение языками в Ненецком автономном округе, по данным переписи 2020-2021 годов (языки, владение которыми указали 0,1% или более от количества указавших владение каким-либо языком):
| Язык                            | Всё население | Всё население                                         | Городское население | Городское население                                   | Сельское население | Сельское население                                    |
| Язык                            | человек       | % от указавших владение языком / % от всего населения | человек             | % от указавших владение языком / % от всего населения | человек            | % от указавших владение языком / % от всего населения |
| ------------------------------- | ------------- | ----------------------------------------------------- | ------------------- | ----------------------------------------------------- | ------------------ | ----------------------------------------------------- |
| Русский                         | 37 859        | 99,49 % / 91,37 %                                     | 27 293              | 99,91 % / 89,00 %                                     | 10 566             | 98,43 % / 98,11 %                                     |
| Английский                      | 1337          | 3,51 % / 3,23 %                                       | 1231                | 4,51 % / 4,01 %                                       | 106                | 0,99 % / 0,98 %                                       |
| Ненецкий                        | 1279          | 3,36 % / 3,09 %                                       | 192                 | 0,70 % / 0,63 %                                       | 1087               | 10,13 % / 10,09 %                                     |
| Коми                            | 968           | 2,54 % / 2,34 %                                       | 225                 | 0,82 % / 0,73 %                                       | 743                | 6,92 % / 6,90 %                                       |
| Украинский                      | 291           | 0,76 % / 0,70 %                                       | 263                 | 0,96 % / 0,86 %                                       | 28                 | 0,26 % / 0,26 %                                       |
| Немецкий                        | 234           | 0,61 % / 0,56 %                                       | 200                 | 0,73 % / 0,65 %                                       | 34                 | 0,32 % / 0,32 %                                       |
| Таджикский                      | 91            | 0,24 % / 0,22 %                                       | 89                  | 0,33 % / 0,29 %                                       | 2                  | 0,02 % / 0,02 %                                       |
| Узбекский                       | 57            | 0,15 % / 0,14 %                                       | 56                  | 0,21 % / 0,18 %                                       | 1                  | 0,01 % / 0,01 %                                       |
| Татарский                       | 52            | 0,14 % / 0,13 %                                       | 43                  | 0,16 % / 0,14 %                                       | 9                  | 0,08 % / 0,08 %                                       |
| Всего указавших владение языком | 38 052        | 100,00 % / 91,84 %                                    | 27 317              | 100,00 % / 89,08 %                                    | 10 735             | 100,00 % / 99,68 %                                    |
| Не указавших владение языками   | 3382          | — % / 8,16 %                                          | 3348                | — % / 10,92 %                                         | 34                 | — % / 0,32 %                                          |
| Итого                           | 41 434        | — % / 100,00 %                                        | 30 665              | — % / 100,00 %                                        | 10 769             | — % / 100,00 %                                        |

По классификации ЮНЕСКО, ненецкий язык является языком с угрозой исчезновения.

### Урбанизация
Всё и городское население округа (его доля) по данным всесоюзных и всероссийских переписей:

## История
Первые поселения людей на территории округа относятся к VIII тысячелетию до н. э. (палеолит). Многочисленны стоянки эпохи бронзы (II—I тысячелетия до н. э.). В V—XIII веках н. э. здесь обитали племена неустановленной этнической принадлежности, которых русские знали под именем «печора», а ненцы называли «сиртя». К этой культуре относится Ортинское городище, святилища на реке Гнилке и на острове Вайгач.
Ненцы мигрировали на территорию округа из низовьев Оби (по данным лексикостатистики, лексическое сходство между западными и восточными диалектами тундрового ненецкого языка составляет 98 %, что может соответствовать примерно 500 лет назад). Примерно в это же время начинается колонизация крайнего северо-востока Европы новгородцами. Русские летописи отмечают зависимость в IX веке Печоры и Югры от киевских князей и систематические сборы дани. Окончательное установление власти Новгорода над Печорой произошло в XIII—XV веках. После присоединения Новгорода к Москве (1478 год), к Московскому государству перешла и территория нынешнего Ненецкого автономного округа. В 1499 году военной экспедицией князя Семёна Курбского на Печоре была заложена порубежная крепость Пустозерск. Этот ныне не существующий город в течение веков был административным и торговым центром всех земель от Мезени до Урала.
Нижнюю Печору и побережье Баренцева моря осваивали, кроме русских (поморов) и ненцев, также коми-зыряне (в том числе ижемцы) и коми-пермяки. В XVIII веке началось заселение поморами Канинского полуострова.
В XIX — начале XX века территория округа входила в состав Мезенского и Печорского уездов Архангельской губернии.
В 1925 году съезд ненцев принял резолюцию с просьбой об объединении всех кочевых ненцев до Урала в один исполнительный комитет.
В 1928 году вышло постановление об административных центрах Канинско-Тиманского района Мезенского уезда и Тельвисочно-Самоедского района Печорского уезда Архангельской губернии.
15 июля 1929 года был образован Ненецкий округ Северного края. Активное участие в создании округа приняли П. Г. Смидович и Н. Е. Сапрыгин. В состав округа из Архангельской губернии вошли: Канинско-Тиманский район, Пешский и Омский сельсоветы Мезенской волости Мезенского уезда, Тельвисочно-Самоедский район Печорского уезда. Из АО коми (зырян): Большая Земля (тундра) Ижмо-Печорского уезда. Таким образом, по Постановлению ВЦИК утверждён следующий состав Ненецкого округа: Канинско-Тиманский район, с центром в селе Нижняя Пёша и Ненецкий район (Большеземельский), с центром в культбазе Хоседа-Хард.
Постановлением ВЦИК от 20 декабря 1929 были внесены изменения в административные границы округа: в состав была включена Пустозерская волость Печорского уезда (за исключением Ермицкого сельсовета) и прибрежные острова, а также был образован третий административный район — Пустозерский район, с центром в селе Великовисочное.
В 1930 году Ненецкий округ переименован в Ненецкий национальный округ.
1 января 1931 года население составило 14 983 человека (всё сельское), плотность населения — 0,07 чел/км². Площадь — 214 500 км².
В 1931 году Пустозерский район был переименован в Нижне-Печорский, а его райцентр был перенесён в село Оксино.
Постановлением ВЦИК от 2 марта 1932 года административный центр Ненецкого национального округа, Северного края, был перенесён из села Тельвисочного в рабочий посёлок Нарьян-Мар.
Постановлением Президиума ВЦИК от 10 февраля 1934 к Ненецкому округу были причислены многие острова, находящиеся вблизи территории округа, в том числе остров Вайгач, а также территория Несского сельсовета Мезенского района.
В 1940 году был образован Амдерминский район и тундровые советы — Карский, Ю-Шарский и Вайгачский (островной).
В октябре 1940 года посёлок Воркута был передан из Большеземельского района в состав Коми АССР.
В годы Великой Отечественной войны в Нарьян-Маре с октября 1941 года в городе начал действовать военный аэродром, который относился к 772-й авиабазе Беломорской военной флотилии. Самолёты из Нарьян-Мара выполняли разведывательные полёты в Арктике.
17 августа 1942 года в двух милях от северного побережья острова Матвеев в Баренцевом море германская подводная лодка U-209 открыла артиллерийский огонь по каравану судов, шедших из посёлка Хабарово в Нарьян-Мар. Лихтер «Ш-500», баржа П-4 и буксирный пароход «Комилес» были потоплены. Буксирный пароход «Комсомолец» загорелся и выбросился на берег. Пароходу «Норд» удалось уйти. Из 328 человек, находившихся на судах уничтоженного каравана, 305 утонули либо погибли в ходе артиллерийского обстрела.
В 1943 году на востоке округа произошло восстание ненцев «Мандалада»
В День авиации 1944 года работники Нарьян-Марского морского порта передали лётчику Беломорской военной флотилии В. В. Томашевскому самолёт-бомбардировщик Ил-4 «Работник Печорского флота», купленный на деньги портовиков. 7 сентября 1944 года труженики Ненецкого округа передали лётчикам Беломорской военной флотилии истребитель Як-7Б «Нарьян-Марский судостроитель», который был вручён Герою Советского Союза капитану А. К. Тарасову.
В июле 1954 года к округу отнесён остров Колгуев.
В 1955 году Нижне-Печорский район был упразднён.
В 1959 году все районы Ненецкого НО были упразднены, а их территория перешла в прямое окружное подчинение.
В 1977 году Ненецкий национальный округ был переименован в Ненецкий автономный округ.
В 1993 году Ненецкий автономный округ в соответствии с Конституцией Российской Федерации получил статус субъекта федерации.

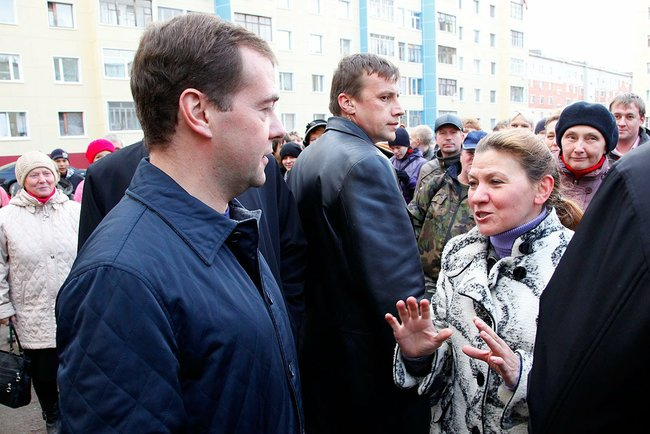
Д. А. Медведев 4 октября 2011 года в Нарьян-Маре

В 2005 году в Ненецком округе был образован Заполярный район.

## Экономика
См. категорию Категория:Экономика Ненецкого автономного округа.
Недра Ненецкого АО богаты полезными ископаемыми, а реки, озёра и омывающие моря — рыбой. Добыче полезных ископаемых мешает транспортная недоступность региона, а также суровый климат.
Основные отрасли промышленности — добыча нефти и газа. На территории округа расположена часть Тимано-Печорского нефтегазоносного бассейна, и действуют 90 месторождений углеводородов (нефтяных, газонефтяных, нефтегазоконденсатных и газоконденсатных). Также работают около 80 месторождений строительных материалов (песок, гравий, глины). Кроме того, развита пищевая промышленность и до начала 2000-х годов лесопиление.
По данным на май 2020 года, в Ненецком АО расположено всего одно системообразующее предприятие — Нарьян-Марский объединённый авиаотряд (авиаперевозки). При этом крупнейшим плательщиком налога на прибыли является ООО «Варандейский терминал» (хранение и складирование нефти и продуктов её переработки) — предприятие приносит в бюджет НАО более 2,3 млрд рублей.
В сельском хозяйстве развито молочное скотоводство, оленеводство. Растениеводство представлено картофелеводством и тепличным хозяйством.
Среднемесячная зарплата в Ненецком автономном округе на 2020 год составляла 82,5 тыс. рублей при относительно высоком показателе официальной безработицы в 8,1 %. По размеру среднемесячных пенсий (22,7 тыс. рублей) НАО занимает второе место по России.

### Доходы бюджета
Объём налоговых отчислений НАО, по данным на 2019 год, составляет 130 миллиардов рублей. Из них 100 млрд уходят в федеральный бюджет и немногим более 20 млрд остаётся на территории самого округа (16 процентов).

### Оленеводство
В 1990 году в автономном округе было 191,5 тыс. оленей, в 2000 году — 136,4 тыс., в 2010 году — 165,6 тыс. По состоянию на 1 января 2011 года, сельхозпредприятиям принадлежало 70 % оленьего поголовья округа.

### Энергетика
Спецификой энергетики региона является изолированность большей её части от Единой энергосистемы России, а также децентрализованность — разделение на большое количество не связанных друг с другом локальных энергосистем, обеспечивающих отдельные населённые пункты и предприятия нефтегазовой отрасли. По состоянию на начало 2021 года, на территории Ненецкого АО эксплуатировались более 260 тепловых электростанций разных типов (газотурбинные, газопоршневые, дизельные) общей установленной мощностью более 484 МВт. Большая часть из них обеспечивает энергоснабжение предприятий по добыче нефти и газа. В 2020 году электростанции общего пользования (без учёта электростанций промышленных предприятий) произвели 128,4 млн кВт·ч электроэнергии.

### Транспорт
Примерно в 10 километрах от Нарьян-Мара есть одноимённый аэропорт. Есть морской порт и аэропорт в посёлке Варандей.

## Награды
- Орден Трудового Красного Знамени (1979)[71] — «за достижения в хозяйственном и культурном строительстве, а также в связи с 50-летием региона».
- Орден Дружбы народов (29 декабря 1972)[72] — «за большие заслуги трудящихся в деле укрепления братской дружбы советских народов, достижения в хозяйственном и культурном строительстве, и в ознаменование 50-летия СССР».

Орденские ленты украшают герб Ненецкого автономного округа: слева Ордена Дружбы народов, справа — Ордена Трудового Красного Знамени.

## Взаимоотношения с Архангельской областью
Образованный 15 июля 1929 года Ненецкий национальный округ вошёл в состав Северного края. После принятия Конституции СССР, в соответствии со статьёй 22 Конституции 5 декабря 1936 года Северный край был упразднён, а на его территории образованы Северная область и Коми АССР. 23 сентября 1937 года постановлением ЦИК СССР «О разделении Северной области на Вологодскую и Архангельскую области» Северная область была упразднена. Таким образом Ненецкий национальный округ вошёл в состав Архангельской области. В 1959 году все районы Ненецкого НО были упразднены, а их территория перешла в прямое окружное подчинение.
Ненецкий округ фактически превратился в один из административных районов Архангельской области. По Конституции СССР 1977 года национальные округа были названы автономными. По форме это поднимало их статус до национально-государственной автономии, по содержанию приравнивало к административно-территориальным образованиям, оставляя в составе областей и краёв.

### Суверенизация
13 ноября 1990 года, на внеочередной сессии Ненецкого окружного Совета народных депутатов 21-го созыва было принято решение провозгласить в пределах территории Ненецкого округа Ненецкую Советскую автономную республику и принять декларацию о суверенитете Ненецкой Советской автономной республики.
Ненецкий окружной Совет народных депутатов решил:
1. Провозгласить в пределах территории Ненецкого автономного округа Ненецкую Советскую автономную республику. Принять декларацию о суверенитете Ненецкой автономной республики. Просить Верховный Совет РСФСР, в соответствии со ст. 72 Конституции РСФСР, ст. 73 Конституции СССР, представить на утверждение Верховного Совета СССР образование новой Ненецкой Советской автономной республики в составе РСФСР.
2. Пользуясь правом законодательной инициативы, обратиться к съезду народных депутатов РСФСР и Верховному Совету РСФСР с предложением о признании субъектом Российской Федерации Ненецкого автономного округа, с правом на владение, пользование и распоряжение землёй, её недрами, водными и другими природными ресурсами, континентального шельфа, растительным и животным миром в их естественном состоянии, всем национальным богатством, составляющим экономическую основу самостоятельности, в интересах многонационального народа округа и РСФСР.

3. Установить мораторий на действие п. 1 настоящего решения. Мораторий снять в случае неудовлетворения п. 2 настоящего решения. Опубликовать декларацию о суверенитете Ненецкой автономной республики. Предоставить президиуму Ненецкого окружного Совета право принять решение по данному вопросу с немедленным уведомлением депутатов окружного Совета.

По поводу взаимоотношений с Архангельской областью в решении прописали отдельный пункт, (на сессии присутствовали представители областного руководства, в том числе Анатолий Антонович Ефремов). 
Для сохранения сложившихся связей с Архангельской областью органам власти, предприятиям и организациям рекомендовано строить свои отношения на договорной и взаимовыгодной основе
В 1993 году Глава администрации НАО Юрий Комаровский попытался провести референдум о непосредственном вхождении округа в состав Российской Федерации. Постановление о референдуме было отменено Указом президента России Бориса Ельцина.
Архангельская область и Ненецкий автономный округ в 1993 году в соответствии с конституцией Российской Федерации получили статус субъектов федерации.
25 марта 1994 года был подписан первый договор о взаимоотношениях между органами государственной власти Архангельской области и Ненецкого автономного округа.

### Разделение полномочий
Первые официальные предложения по объединению Ненецкого автономного округа с Архангельской областью начали поступать из Архангельска в 2004 году, после избрания Главой администрации Архангельской области Николая Киселёва (в первом туре выборов большинство населения округа проголосовало против всех), которого в этом вопросе поддержал Полномочный представитель президента Российской Федерации в Северо-Западном федеральном округе Илья Клебанов. Это вызвало активное противодействие жителей Ненецкого автономного округа. Группа жителей села Великовисочное обратилась в собрание депутатов Ненецкого автономного округа с предложением о референдуме который раз и навсегда снял бы этот вопрос с повестки дня. Предложение о референдуме было признано депутатами не соответствующим действующему законодательству. С 1 января 2004 года вступили в силу поправки к федеральному закону «Об общих принципах организации законодательных (представительных) и исполнительных органов государственной власти субъектов Российской Федерации» согласно которым доходы автономных округов от части федеральных налогов и сборов, а также большая часть властных полномочий передавались краям и областям. Собрание депутатов Ненецкого автономного округа безуспешно пыталось оспорить эти поправки в Конституционном суде. В апреле 2004 года депутат Собрания депутатов Ненецкого автономного округа Александр Выучейский, в знак протеста, в связи с принятием данных поправок вернул президенту РФ Владимиру Путину его подарок — наручные часы. В 2005, 2006 и 2007 годах действовали договоры между Архангельской областью и Ненецким автономным округом, согласно которым округ перечислял в бюджет области часть своих доходов, а область не вмешивалась в управление округом. В этот период заявления об объединении со стороны Архангельской области продолжались, а протестные настроения в округе росли. 1 ноября 2007 года Глава администрации Архангельской области, Николай Киселёв прибыл в Нарьян-Мар, где провёл встречу с жителями округа. На встрече Николай Киселёв заявил о необходимости исполнения областью полномочий на территории округа. 17 ноября 2007 года в Нарьян-Маре состоялся митинг против объединительных процессов, происходящих между НАО и Архангельской областью. Решение о заключении с округом следующего договора о разграничении полномочий так и не было принято и 1 января 2008 года ряд властных полномочий и часть доходов НАО отошли к Архангельской области. С декабря 2007 года по февраль 2008 года три группы граждан пытались инициировать референдум о непосредственном вхождении округа в состав Российской Федерации, однако их заявки были отклонены окружным избиркомом.
Последующий ход событий показал, что Архангельская область не имеет возможности эффективно исполнять свои полномочия на территории НАО, поэтому с 2009 года начался процесс постепенной передачи властных полномочий обратно в ведение округа.
Согласно договору между Архангельской областью и Ненецким автономным округом от 5 июня 2014 года все государственные полномочия с 1 января 2015 года передаются на исполнение органам власти Ненецкого автономного округа. Договор будет действовать до 31 декабря 2021 года.
Объединение округа с другими субъектами Российской Федерации может быть осуществлено только на основе волеизъявления большинства граждан, проживающих в округе и обладающих избирательным правом. Большинство жителей округа крайне негативно относятся к идее об объединении с Архангельской областью (согласно данным, представленным уполномоченной по правам человека НАО Татьяны Бадьян).

### Попытка объединения регионов в 2020 году
В 2020 году активизировалось обсуждение возможности объединения регионов в перспективе.
13 мая 2020 года Александр Цыбульский и Юрий Бездудный, за месяц до этого назначенные временно исполняющими обязанностей губернаторов Архангельской области и Ненецкого автономного округа, объявили о начале процесса объединения регионов.
После подписания меморандума в Ненецком автономном округе начались протесты против объединения с Архангельской областью. В рабочей группе НАО по объединению регионов отметили «крайне негативные настроения жителей НАО».

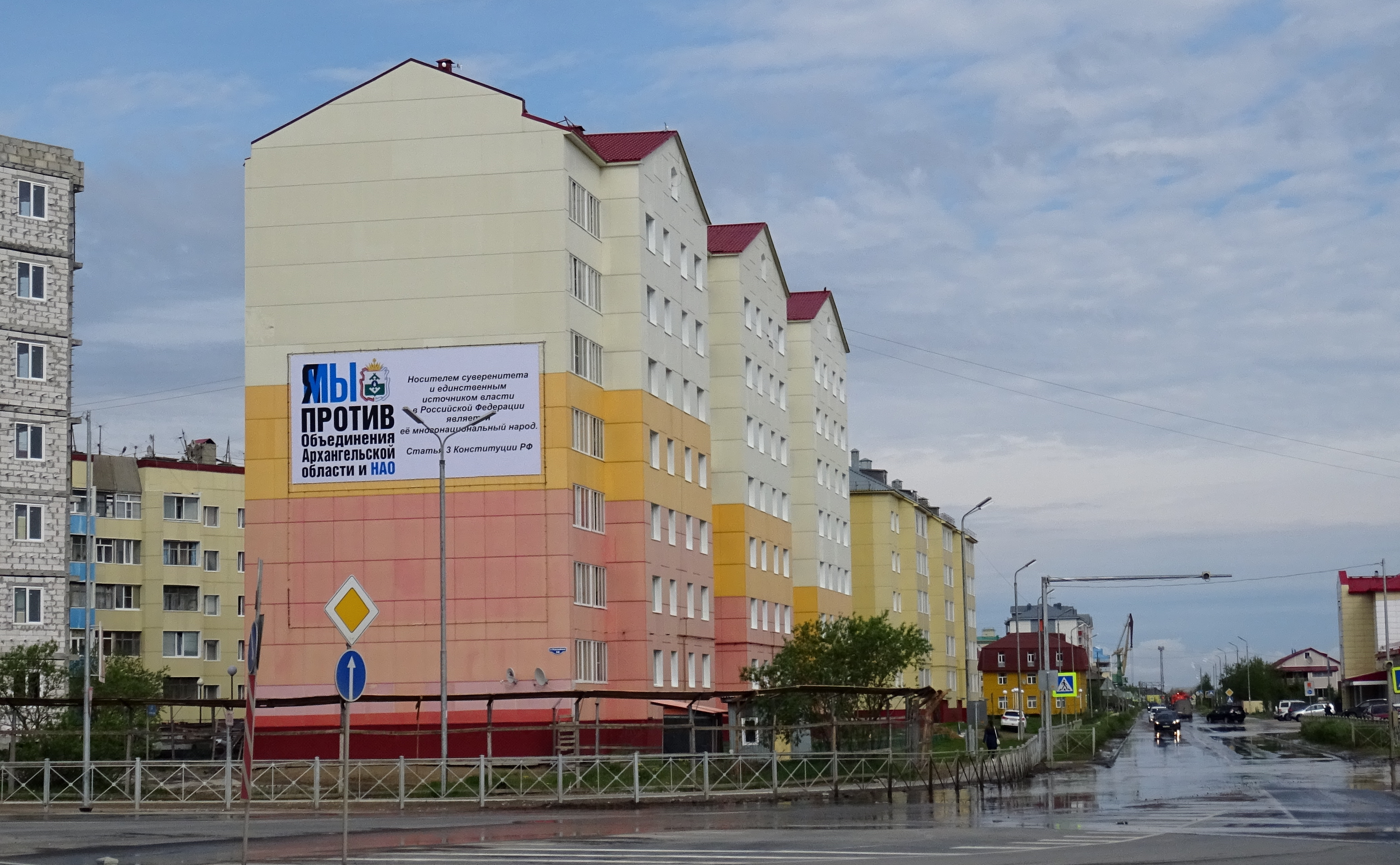
Баннер против объединения Архангельской области и Ненецкого автономного округа в Нарьян-Маре. Июнь 2020 г.

19 мая члены рабочей группы по объединению Ненецкого автономного округа с Архангельской областью предложили рассмотреть ещё более специфический вариант — присоединить к Архангельщине ещё один регион — Республику Коми. Руководитель рабочей группы Матвей Чупров аргументировал это тем, что регионы якобы имеют между собой тесные связи. На следующий день временно исполняющий обязанности главы Республики Коми Владимир Уйба выступил против идеи объединения региона с Архангельской областью и Ненецким автономным округом.
23 мая спикер Совета Федерации Валентина Матвиенко поддержала предложение по объединению Архангельской области и Ненецкого автономного округа. По мнению В. И. Матвиенко, решение должно быть в конечном счёте принято самими жителями обоих регионов, и что ряд других, неназванных ею, регионов в случае объединения могли бы получить новые возможности для развития, но подобные вопросы должны обсуждаться особо. Спикер отметила также, что в пользу объединения регионов имеется достаточно аргументов, которые она, впрочем, не стала сообщать прессе.
26 мая 2020 года временно исполняющие обязанности губернаторов обоих регионов заявили о преждевременности проведения референдума по вопросу объединения Архангельской области и Ненецкого автономного округа.
1 июля 2020 года, на общероссийском голосовании по поправкам к Конституции России Ненецкий автономный округ стал единственным субъектом федерации, где большинство избирателей (55,25 % — против поправок и 43,78 % — за) проголосовало против поправок. По словам врио Губернатора Ненецкого автономного округа Юрия Бездудного, жители региона, проголосовавшие против поправок в Конституцию, таким образом выразили протест против планов по объединению с Архангельской областью.
3 июля 2020 года Юрий Бездудный заявил об отказе от объединения с Архангельской областью. Заочная полемика двух губернаторов получила новый импульс 9 июля, когда и. о. главы Архангельской области Александр Цыбульский публично опроверг слова своего коллеги Бездудного и подтвердил, что идея объединения регионов не отменена, а отложена.

## Достопримечательности
- Здание администрации Ненецкого автономного округа в Нарьян-Маре.
- Здание главпочтамта в Нарьян-Маре.
- Ненецкий краеведческий музей.
- Памятник самолёту капитана Тарасова Як-7Б в Нарьян-Маре.
- Памятник «Подвигу участников оленно-транспортных батальонов» в Нарьян-Маре.
- Памятник экипажу буксирного парохода «Комсомолец» в Нарьян-Маре.
- исчезнувший город Пустозерск.
- Ортинское городище.

## Охраняемые территории
Заповедники:
- Ненецкий заповедник;
- Пустозерский музей-заповедник.

Заказники:
- Ненецкий заказник;
- Вайгач;
- Шоинский заказник;
- Нижнепечорский заказник;
- Море-Ю.

Памятники природы:
- Пым-Ва-Шор;
- Каньон Большие ворота;
- Каменный город.

## Административное деление
В административно-территориальном отношении Ненецкий автономный округ состоит из 1 города окружного подчинения (Нарьян-Мар), 1 района (Заполярный район), 1 посёлка городского типа (посёлок Искателей). Все остальные населённые пункты имеют статус сельских (посёлок Амдерма преобразован в посёлок сельского типа в 2004 году).

### Муниципальные образования
С 2006 года территория Ненецкого автономного округа разделена на 1 муниципальный район (Заполярный район) и 1 городской округ (Нарьян-Мар).
Заполярный район в свою очередь разделён на 1 городское поселение (Посёлок Искателей) и 18 сельских поселений, соответствующих в административном делении 17 сельсоветам и одному посёлку (Амдерма).

### Населённые пункты
В Ненецком автономном округе 1 город (Нарьян-Мар), 1 посёлок городского типа (Искателей), 42 сельских населённых пункта.
Упразднённые населённые пункты:
- 1997 год — Канинский сельсовет:- хутор Яжма; Колгуевский сельсовет: Маяк Северный; Малоземельский сельсовет: посёлок Тобседа; Пустозерский сельсовет: деревня Голубковка; Тиманский сельсовет: Маяк Корга[103].

## Власть
Высший, постоянно действующий орган исполнительной власти Ненецкого автономного округа — Администрация Ненецкого автономного округа, возглавляемая Губернатором.
Высший и единственный законодательный (представительный) орган государственной власти Ненецкого автономного округа — Собрание депутатов Ненецкого автономного округа.
Высший суд общей юрисдикции на территории Ненецкого автономного округа — Суд Ненецкого автономного округа.
11 сентября 1995 года Собранием депутатов НАО принят Устав Ненецкого автономного округа.

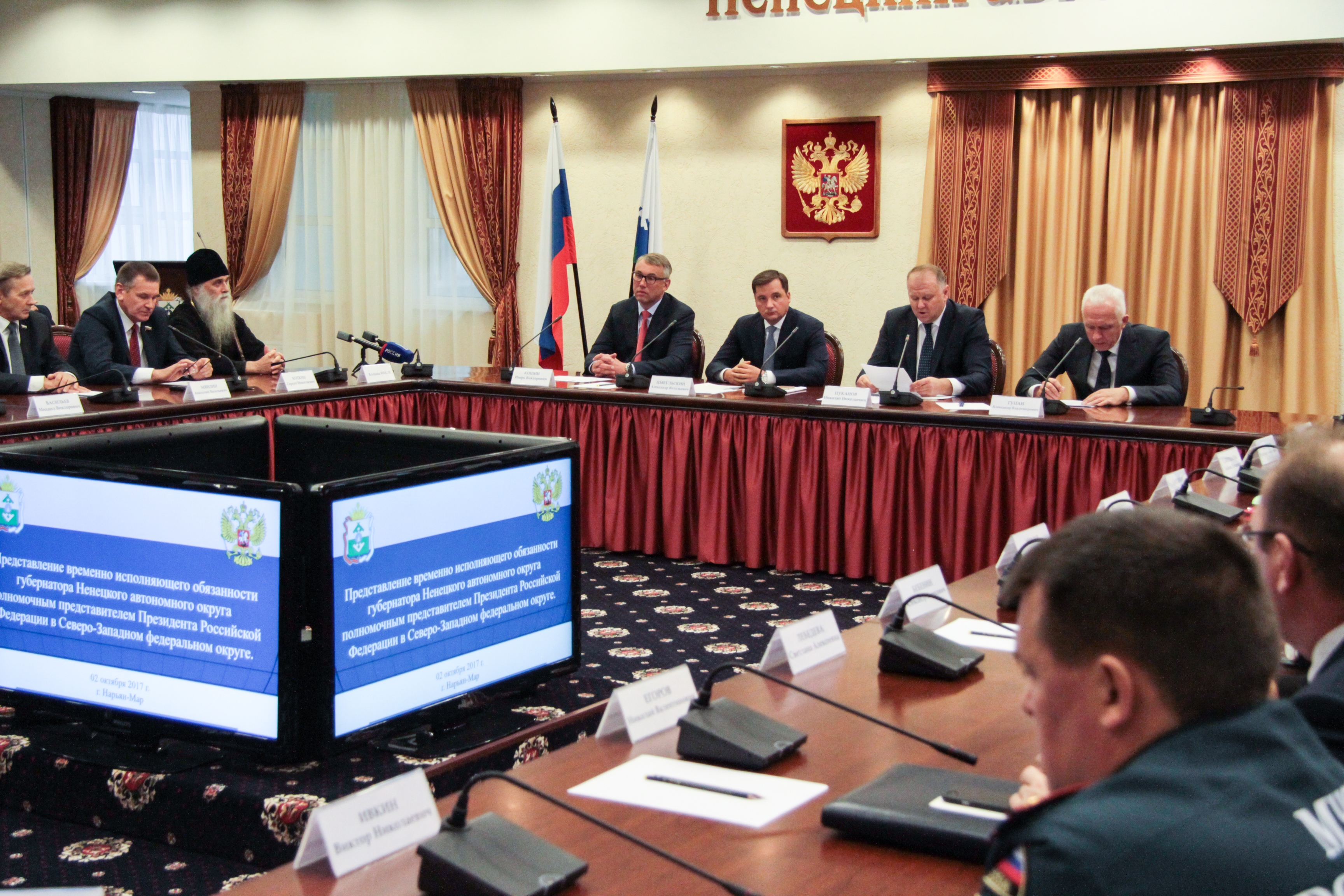
Представление врио губернатора НАО Александра Цыбульского

### Высшие должностные лица округа
* См. Список губернаторов и глав Администрации Ненецкого автономного округа.

* См. Список председателей Ненецкого окрисполкома и Первых секретарей окружкома КПСС.

### ДепутатыГосударственной Думы, избранные от НАО
- Чилингаров, Артур Николаевич — Депутат Государственной Думы ФС России I, II, III, IV и V созывов (с 1993 года по 2011 год) по Ненецкому одномандатному избирательному округу № 218.
- Пехтин, Владимир Алексеевич — Депутат Государственной Думы ФС России VI созыва (с 2011 года по 2013 год) избран по региональному списку партии Единая Россия. 20 февраля 2013 года Владимир Пехтин добровольно сложил с себя полномочия депутата Государственной Думы, в связи с обвинениями в сокрытии доходов и недвижимости[104][105].
- Вторыгина, Елена Андреевна — Депутат Государственной Думы ФС России VI созыва (с 3 апреля 2013 года). Избрана по региональному списку партии Единая Россия.
- Чиркова, Ирина Александровна — Депутат Государственной Думы ФС России VI созыва (в 2011 году избрана по региональному списку партии ЛДПР.
- Коткин, Сергей Николаевич — Депутат Государственной Думы ФС России VII созыва по Ненецкому одномандатному избирательному округу № 221.

### Сенаторы
Избранные 12 декабря 1993 года по Ненецкому двухмандатному избирательному округу № 83.
- Саблин Леонид Иванович, с января 1994 года по январь 1996 года.
- Комаровский Юрий Владимирович, с января 1994 года по январь 1996 года.

*От Собрания депутатов Ненецкого автономного округа
См. Список членов Совета Федерации от законодательной власти Ненецкого автономного округа.
*От Администрации Ненецкого автономного округа
См. Список членов Совета Федерации от исполнительной власти Ненецкого автономного округа.

## Средства массовой информации

### Газеты
- «Няръяна вындер»;
- «Выбор НАО» (выпуск приостановлен с начала 2017 года).

С начала 2000-х годов в округе также распространялись газеты: «Нэрм юн» («Заполярные вести»), «Заполярная столица», «Выбор народа», «Едэй вада» («Новое слово»), «Известия НАО».

### Телевидение
- "ГТРК «Заполярье»;
- телеканал «Север».

С августа 2012 года телеканал «Север» начал вещание в спутниковой сети «Триколор ТВ».

### Радиовещание
- "ГТРК «Заполярье»;
- «Нарьян-Мар FM»;
- «Север FM».

Ненецкое окружное радио впервые вышло в эфир 1 апреля 1965 года. В 1993 году на базе редакции окружного радио была создана Ненецкая телерадиовещательная компания «Заполярье» вошедшая в ВГТРК.

### Комментарии
1. ↑  Абхазы (1), аварцы (6), адыгейцы (1), алтайцы (11), армяне (22), балкарцы (1), болгары (2), буряты (6), гагаузы (1), греки (1), грузины (2), даргинцы (19), долганы (1), евреи (3), ингуши (4), казахи (20), калмыки (24), карелы (2), кеты (2), киргизы (8), коми-пермяки (1), корейцы (6), кумыки (9), лакцы (10), латыши (2), литовцы (6), молдаване (21), мордва (11), немцы (24), нивхи (1), осетины (3), поляки (12), румыны (2), поморы (21), саамы (3), табасараны (3), тувинцы (7), турки (3), финны (1), финны-ингерманландцы (1), хакасы (9), ханты (1), чеченцы (3), чуванцы (2), эвенки (10), эстонцы (1), якуты (6), указавшие другие ответы о национальной принадлежности (413), «нет национальной принадлежности» (68).